# مصريون أستراليون

الأشخاص المولودين في مصر كنسبة مئوية من السكان في سيدني مقسمون جغرافياً حسب المنطقة البريدية ، اعتبارًا من تعداد 2011.

أستراليون المصرييون هم المواطنون الأستراليون والمقيمين الدائمين في أستراليا من اصل مصري. وفقًا للتعداد الأسترالي لعام 2011، يوجد 36,532 مواطنًا أستراليًا ومقيمًا دائمًا ولدوا في مصر، بينما استنادًا إلى تعداد عام 2006، يوجد 31786 نسمة على الأقل أنهم من أصل مصري كامل أو جزئي وأنهم ولدوا في دولة أخرى غير مصر (بما في ذلك معظم الأشخاص المولودين في أستراليا من أصل مصري كامل أو جزئي). يُظهر تعداد عام 2006 أن غالبية الأستراليين المولودين في مصر موجودون في سيدني (16,238) أو ملبورن (11,156)، مع مجتمعات أصغر تقع في بيرث (1,407)، أديلايد (982) وبريسبان (897).
أعلن حوالي 19,928 مواطن ومقيم أسترالي عن انتسابهم الي عضوية الكنيسة القبطية الأرثوذكسية في تعداد عام 2006. لكن في عام 2003، زعم برلمان نيو ساوث ويلز أن هناك في الواقع 70 ألف قبطي في نيو ساوث ويلز وحدها. وأفاد 1890 شخصًا إضافيًا في تعداد عام 2006 بأنهم من أصل «قبطي». يشير المصطلح القبطي عادةً إلى أتباع المسيحية القبطية، ولكن عند استخدامه كمصطلح يشير إلى العرق يعني «مصري» (دائمًا تقريبًا في سياق الأقباط المسيحيين المصريين). ومن ثم فإن الـ1890 شخصًا الذين وصفوا أسلافهم بـ «الأقباط» هم على الأرجح مصريون أستراليون. القبطي كاسم إثني مشتق اشتقاقيًا من الكلمة اليونانية "Aiguptious" والتي تعني حرفيًا «المصري» من الكلمة المصرية المتأخرة "Gyptios"، عبر اللغة العربية الفصحى "Qubt"، إلى "Copt" الإنجليزية. تشير الكلمة عادةً إلى الأقباط المسيحيين المصريين، على الرغم من وجود حالات لمصريين مسلمين يشيرون إلى أنفسهم باسم «الأقباط» للتأكيد على أصل أجداد المصريين غير العرب بشكل عام.

## التاريخ
يعود التاريخ الأول للمهاجرين المصريين على المدى القصير في أستراليا إلى فترة 1860 إلى 1900 عندما تم شحن مجموعات صغيرة من الكاملين المسلمين بشكل أساسي من وإلى أستراليا على فترات مدتها ثلاث سنوات، لخدمة الصناعة الرعوية الداخلية في جنوب أستراليا عن طريق نقل البضائع والنقل. بالات الصوف بواسطة قطارات الجمال، الذين يشار إليهم عادة باسم «الأفغان» أو «الغان»، على الرغم من أن أصلهم غالبًا ما يكون من الهند البريطانية، وبعضهم من أفغانستان ومصر وتركيا.
بدأت الهجرة الدائمة من مصر في أواخر الأربعينيات والخمسينيات من القرن الماضي، وبشكل غير متناسب بالنسبة للأقليات المصرية غير العرقية التي هربت من تنامي الحركة القومية العربية في مصر والتي شهدت الإطاحة بالنظام الملكي المصري وما تلاها من أزمة السويس.
في الأعداد الإجمالية، كان المسيحيون المصريون هم أكبر مجموعة من المهاجرين الذين غادروا مصر إلى دول أخرى، بما في ذلك أستراليا. احتل المسيحيون المرتبة الثانية من حيث نسبة حجم مجتمعهم الأصلي في مصر. كان اليهود المصريون، كنسبة من حجم مجتمعهم الأصلي في مصر، أكبر مجتمع مهاجر غادر مصر (كانوا ثاني أكبر مجتمع من حيث العدد الإجمالي). بلغ عدد اليهود في مصر حوالي 75000 في عام 1948، وبعد إنشاء دولة إسرائيل في نفس العام، غادر جميع السكان تقريبًا في السنوات اللاحقة خلال الهجرة اليهودية من الأراضي العربية، واستقروا بشكل كبير في إسرائيل والولايات المتحدة وأوروبا وأمريكا اللاتينية وحوالي 2000 شخص يستقرون في أستراليا. يتركز السكان اليهود المصريون في أستراليا بشكل خاص في أديلايد، جنوب أستراليا. رسميا، بقي 6 يهود فقط في مصر اليوم.

## مشاهير
- احمد سعد
- آن علي
- عزيزة عبد الحليم
- ألبرت بنسيمون
- جونا بولدن
- تاج الدين هلالي
- روبرت كاباس
- نجيب قنواتي
- هنري نينيو
- أمير السيد
- أكمل صالح
- سام سليمان
- مايكل ميساك
- جوزيف تاوضروس
- المطران انجيلوس
- وليد علي
- ثيودور سعيدن